# 劉策 (萬曆進士)
劉策（1575年—1630年），字愚靖，號范董，山東武定州（今山東惠民縣）人，明朝政治人物。

## 生平
萬曆二十八年（1600年）庚子科山東鄉試第四十四名舉人，二十九年（1601年）辛丑科進士。刑部觀政，授河南府孟津縣知縣，三十一年丁憂。三十四年補盧氏縣，調保定府新城縣，三十八年行取考選，四十年擢為四川道監察御史，四十二年巡按宣大，陷入黨爭，稱病辭職。萬曆四十六年（1618年）秋，即家徙策為河南副使。策辭疾不赴。
天啟元年（1621年）春，起為河南副使、天津兵備，升尚寶司少卿。擢右僉都御史，巡撫山西。召入京，拜兵部右侍郎，協理戎政。天啟五年（1625年）冬，黨人劾其為東林黨遺奸，於是削籍。
崇禎二年（1629年）夏，起故官，兼右僉都御史，總督薊、遼、保定軍務。不久，後金由大安口入內地，劉策未能抵禦，被劾。祖大壽東潰，策偕孫承宗招使還。崇禎三年（1630年）正月，與總兵張士顯一同被逮問，論死，棄市。《明史》有傳。

## 家族
曾祖劉昇。祖劉希周。父劉應選，贈太仆少卿。母王氏。具慶下。

## 延伸阅读
[在维基数据编辑]
 《明史卷二百四十八》，出自《明史》